# دونالد ماكينيس
دونالد ماكينيس هو سياسي كندي، ولد في 26 مايو 1824 في Oban ‏ في المملكة المتحدة، وتوفي في 1 ديسمبر 1900 في كليفتون سبرينغز في الولايات المتحدة. نشط حزبياً في Liberal-Conservative Party ‏. وقد انتخب عضو مجلس الشيوخ الكندي ‏.